# Pavonia blepharicarpa
Pavonia blepharicarpa är en malvaväxtart som beskrevs av N.A.Brummitt och Vollesen. Pavonia blepharicarpa ingår i släktet påfågelsmalvor, och familjen malvaväxter. Inga underarter finns listade i Catalogue of Life.